# فرودگاه پوک
فرودگاه پوک (به روسی: Аэропорт Певек) فرودگاهی عمومی واقع در پوک در کشور روسیه است که توسط Pevek branch of FSUE "Chukotavia اداره می‌شود.

## شرکت‌های هواپیمایی و مقصدهای پروازی
این فرودگاه به ندرت کار می‌کند، معمولاً به‌طور هفتگی به مسکو و فرودگاه‌های منطقه‌ای خدمات می‌دهد. بیشتر روزها هیچگونه برنامه‌ای برای پرواز ندارد. پروازها به مسکو توسط یک بوئینگ ۷۵۷ صورت می‌گیرد و با کنترل برج مراقبت اوتریا یک بوئینگ ۷۶۷ به آنادیر (شهر) و فرودگاه کپرویم یا با آنتونوف ایانان -۲۴ پرواز می‌کند یا این پرواز با هلیکوپتر انجام می‌شود.
| شرکت‌های هواپیمایی | مقصدهای پروازی                |
| ----------------- | ----------------------------- |
| چوکوتاویا         | اوگولنی، Keperveyem           |
| VIM Airlines      | دوموده‌دوو (2-3 times a month) |
| یوتی‌ایر اوییشن    | ونوکووا (2-3 times a month)   |